# Annemirl Bauer

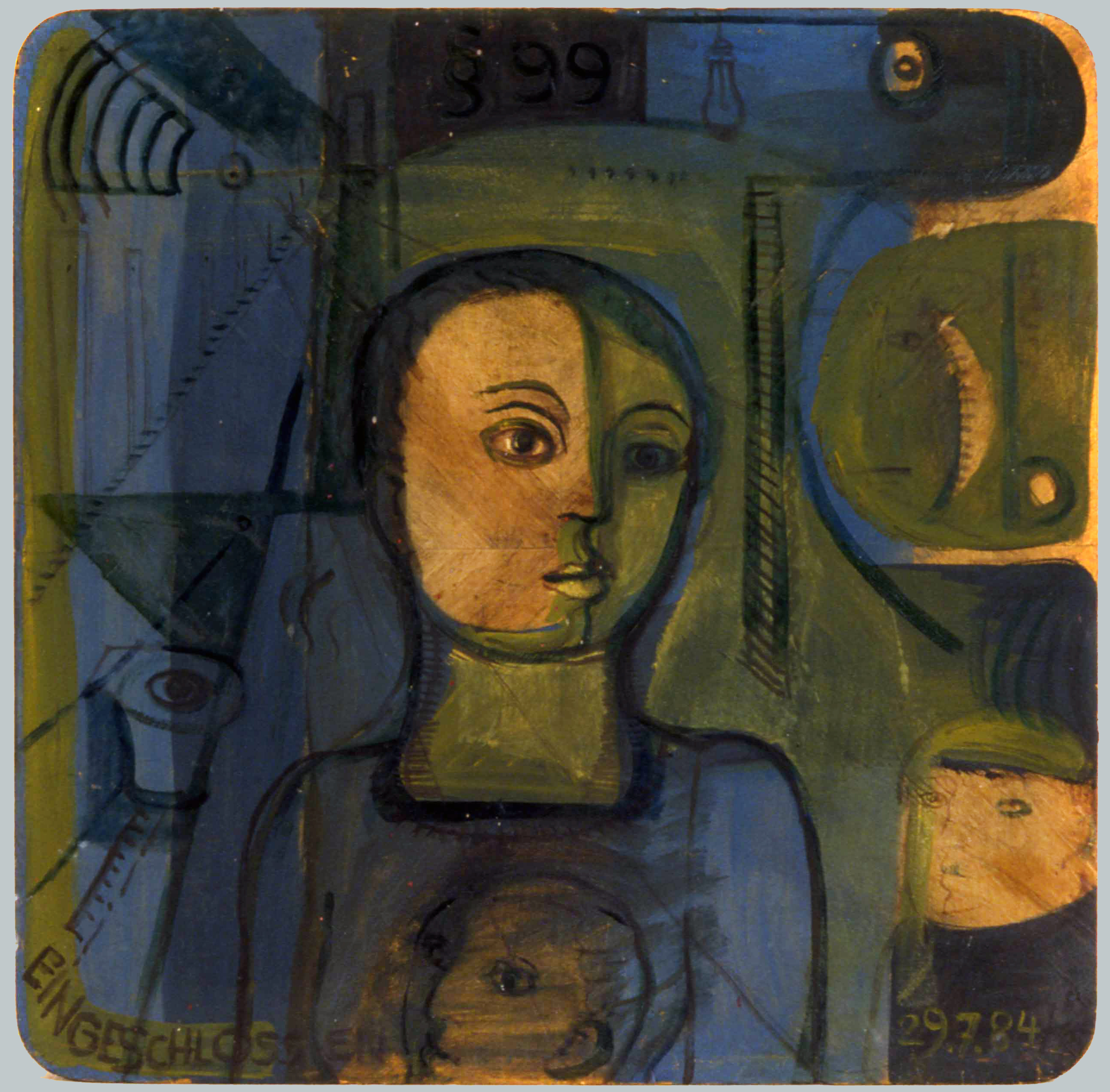
Bohley Eingeschlossene

Annemirl Bauer (Jena, 10 de abril de 1939 — Berlim-Friedrichshain, 23 de agosto de 1989) foi uma pintora e artista gráfica alemã. Foi uma das críticas do regime na Alemanha Oriental.

## Biografia
Bauer nasceu em Jena no dia 10 de abril de 1939. Ela estudou na Akademie der Bildenden Künste (Dresden). Ela era uma artista prolífica, e também uma crítica vocal da RDA na questão do recrutamento de mulheres e restrição de viagens para a Alemanha Ocidental. A sua postura política resultou na sua expulsão da Verband Bildender Künstler da Alemanha Oriental (Associação de Artistas Visuais).
Bauer faleceu em Berlim no dia 23 de agosto de 1989.
Em 2010, um parque em Berlim, Annemirl-Bauer-Platz, foi nomeado em sua homenagem.
Em 2019, o seu trabalho foi incluído na exposição The Medea Insurrection: Radical Women Artists Behind the Iron Curtain no Wende Museum em Culver City, na Califórnia.